# الحزب الديمقراطي الليبرالي الموحد
الحزب الديمقراطي الليبرالي الموحد هو كيان حزبي سوداني تألف في سبتمبر 2008 حين وقعت أربعة تنظيمات ليبرالية وديمقراطية إعلان وحدة يقضي بدمجها في إطار الحزب الديمقراطي الليبرالي الموحد، والذي حول اسمه في المؤتمر الأول (التوحيدي للحزب) في سبتمبر 2010 إلى الحزب الديمقراطي الليبرالي.
التنظيمات التي وقعت على إعلان الوحدة هي:
- الحزب الليبرالي السوداني،
- حركة حق - القيادة الموحدة،
- الحركة الديمقراطية السودانية،
- الحزب الديمقراطي السوداني.

وقد انتخب المجلس السياسي المؤقت للحزب الديمقراطي الليبرالي الموحد في أول اجتماعاته يوم 4/10/2008 الاستاذة نور تاور كافي أبو راس رئيسة للمجلس السياسي المؤقت للحزب ورئيسة للجنة التنفيذية، كما اعاد المؤتمر الأول انتخابها كرئيسة للحزب والاستاذ عادل عبد العاطي رئيسا للمجلس السياسي.
استقالت الاستاذة نور تاور من رئاسة الحزب في عام 2011، حيث قبل المجلس السياسي للحزب استقالتها وانتخب بديلا عنها الدكتورة ميادة عبد الله سوار الدهب رئيسة مؤقتة للحزب. عقد الحزب في فبراير 2013 مؤتمرا فوق العادة وانتخب الدكتورة ميادة سوار الدهب رئيسة للحزب.
في مايو - يونيو 2014 تعرض الحزب لخلافات داخلية بين المجلس السياسي ورئيسة الحزب انتهت بتنظيم اغلبية عضوية الحزب وقيادته مؤتمرا عاما في 24 ديسمبر 2014 واختيار قيادة جديدة تشمل الاستاذة نور تاور كافي أبو راس رئيسا فخريا للحزب والاستاذ عادل عبد العاطي رئيسا مكلفا بينما انقسمت الدكتورة ميادة سوار الدهب عن الحزب لتكون في 15 ديسمبر 2014 مع منقسمين من الحزب الإتحادي الديمقراطي حزبا جديدا باسم الحزب الاتحادي الديمقراطي الليبرالي.
ينتمي الحزب اقليميا لكل من الشبكة الليبرالية الأفريقية والتحالف العربي للحرية والديمقراطية بينما ينتمي عالميا لتحالف الديمقراطيين ومقره في روما.
يصنف الحزب الديمقراطي الليبرالي نفسه كحزب ليبرالي اجتماعي وعلماني ويعتبر من الاحزاب المؤيدة بقوة لحقوق الشباب وحقوق المرأة.

## وصلات خارجية
- موقع الحزب الديمقراطي الليبرالي.